# Носеловка
Носело́вка (укр. Носелі́вка) – село, расположенное на территории Борзнянского района Черниговской области (Украина). Расположено в 21 км на северо-восток от райцентра Борзны. Население — 743 чел. (на 2006 г.). Адрес совета: 16410, Черниговская обл., Борзнянский р-он, село Носеловка, ул. Ленина, 7 , тел. 2-61-57.

## История
В XIX веке село Носелевка было в составе Шаповаловской волости Борзнянского уезда Черниговской губернии. В селе была Параскевская церковь. Священнослужители Параскевской церкви:
- 1811-1842 - священник Иван Наумович Тимошевский
- 1846 - священник Иван Иванович Тимошевский